# 顺天镇
顺天镇，是中华人民共和国广东省河源市东源县下辖的一个乡镇级行政单位。

## 行政区划
顺天镇下辖以下地区：
顺天社区、枫木村、白沙村、大坪村、党演村、二龙江村、横塘村、金史村、牛生塘村、牛潭村、沙溪村和滑滩村。